# Ningiukulu Teevee
Pour les articles homonymes, voir Teevee.
 (avril 2025).
La mise en forme du texte ne suit pas les recommandations de Wikipédia : il faut le « wikifier ».
Les points d'amélioration suivants sont les cas les plus fréquents. Le détail des points à revoir est peut-être précisé sur la page de discussion.
- Les titres sont pré-formatés par le logiciel. Ils ne sont ni en capitales, ni en gras.
- Le texte ne doit pas être écrit en capitales (les noms de famille non plus), ni en gras, ni en italique, ni en « petit »…
- Le gras n'est utilisé que pour surligner le titre de l'article dans l'introduction, une seule fois.
- L'italique est rarement utilisé : mots en langue étrangère, titres d'œuvres, noms de bateaux, etc.
- Les citations ne sont pas en italique mais en corps de texte normal. Elles sont entourées par des guillemets français : « et ».
- Les listes à puces sont à éviter, des paragraphes rédigés étant largement préférés. Les tableaux sont à réserver à la présentation de données structurées (résultats, etc.).
- Les appels de note de bas de page (petits chiffres en exposant, introduits par l'outil «  Source ») sont à placer entre la fin de phrase et le point final[comme ça].
- Les liens internes (vers d'autres articles de Wikipédia) sont à choisir avec parcimonie. Créez des liens vers des articles approfondissant le sujet. Les termes génériques sans rapport avec le sujet sont à éviter, ainsi que les répétitions de liens vers un même terme.
- Les liens externes sont à placer uniquement dans une section « Liens externes », à la fin de l'article. Ces liens sont à choisir avec parcimonie suivant les règles définies. Si un lien sert de source à l'article, son insertion dans le texte est à faire par les notes de bas de page.
- La présentation des références doit suivre les conventions bibliographiques. Il est recommandé d'utiliser les modèles {{Ouvrage}}, {{Chapitre}}, {{Article}}, {{Lien web}} et/ou {{Bibliographie}}. Le mode d'édition visuel peut mettre en forme automatiquement les références.
- Insérer une infobox (cadre d'informations à droite) n'est pas obligatoire pour parachever la mise en page.

Pour une aide détaillée, merci de consulter Aide:Wikification.
Si vous pensez que ces points ont été résolus, vous pouvez retirer ce bandeau et améliorer la mise en forme d'un autre article.
Ningiukulu Teevee est une artiste visuelle et auteure inuite reconnue pour son travail inspiré des récits, de la culture et de la faune du Nunavut qui se distingue par ses illustrations détaillées et son utilisation de formes audacieuses et de couleurs vives, contribuant ainsi à la préservation et à la transmission des traditions inuites à travers son art.

## Biographie
Ningiukulu Teevee (anciennement connue sous le nom de Ningeokuluk Teevee) est née le 27 mai 1963 à Cape Dorset, au Nunavut, Canada. Elle a commencé sa carrière en 2004 avec une collection présentée dans la Cape Dorset Print Collection, ce qui a contribué à établir sa renommée. Elle se sert de ses œuvres pour véhiculer les réalités et histoires inuites au public ainsi qu’exprimer les sujets qui lui tiennent à cœur, notamment l'environnement et les impacts de la pollution industrielle sur les territoires du Nord, dénonçant de cette manière les effets dévastateurs du changement climatique sur ses communautés et leur environnement,.

## Parcours et influences
Issue d'une famille d'artistes, elle est la belle-fille du célèbre graphiste inuk Jamasie Teevee. Ses parents, Joanasie Salomonie et Kanajuk Salomonie, lui ont transmis une forte identité culturelle, qui influence grandement son art. Ningiukulu s’inspire également de Mialia Jaw, qui est une sculpteuse et graphiste inuit provenant aussi de Cape Dorset,.

## Œuvres et thématiques
Ningiukulu Teevee utilise diverses techniques artistiques, notamment l’encre, les crayons de couleur, le stylo à encre noire, les bâtons d'huile et la fresque. Ses œuvres explorent des thèmes tels que les légendes inuites, la spiritualité, la vie quotidienne au Nunavut, ainsi que les relations entre l’homme et la nature. Son style distinctif combine des éléments traditionnels et contemporains, souvent agrémentés d’une touche d’humour.
Parmi ses œuvres les plus notables :
- Alego (2009) : Un livre pour enfants autobiographique racontant l’histoire d’une jeune fille qui part chercher des palourdes avec sa grand-mère. Cette œuvre lui a valu une nomination au Prix littéraire du Gouverneur général[7],[6].
- You Know You’re Inuk When (2016) : Une illustration humoristique représentant un corbeau retirant ses bottes en caoutchouc, illustrant des aspects contemporains de la culture inuite[6].

## Expositions
Ningiukulu Teevee a participé à de nombreuses expositions, tant en solo qu’en groupe :

### Expositions solo[6],[2]
- Ningiukulu Teevee: Drawings (2006) et Drawings by Ningiukulu Teevee (2009) à la Feheley Fine Arts Gallery, Toronto.
- Ningiukulu Teevee: Kinngait Stories (2017) à l’ambassade du Canada à Washington.
- Ningiukulu Teevee: Chronicles for the Curious (2023) à la Galerie d’art de l’Ontario.

### Expositions collectives[6]
- Canada 150 Project (2017) à Toronto.
- Floe Edge: Contemporary Art and Collaborations from Nunavut (2016) à la Canada House, Londres.
- New Voices from the New North (2014) à la National Gallery of Canada.

## Distinctions et reconnaissance
- Nommée pour le Prix littéraire du Gouverneur général en 2009 pour Alego[8].
- Lauréate du Kenojuak Ashevak Memorial Award en 2023[5].

## Collections muséales
Ses œuvres sont présentes dans plusieurs institutions prestigieuses:
- National Gallery of Canada
- Art Gallery of Ontario
- Winnipeg Art Gallery

### Citations
1. 1 2  (en) Kerry Goodfellow, « How One Drawing Speaks to the Next Generation of Inuit », sur Inuit Art Foundation (consulté le 5 avril 2025)
2. 1 2 3 4  (en-US) « Ningiukulu Teevee », sur DORSET FINE ARTS (consulté le 5 avril 2025)
3. 1 2  (en) Inuit Art Foundation, « Listening for Sedna: Contemporary Inuit Art and Climate », sur Inuit Art Foundation (consulté le 5 avril 2025)
4. ↑   [vidéo] « L'Étoile montante: Ningeokuluk Teevee », Radio Canada International, 10 juin 2013, 8:9 min (consulté le 5 avril 2025)
5. 1 2  (en) Igloliorte, Heather L., Alysa Procida, Ellen J. Lehman, and Inuit Art Foundation, Inuit Art Foundation Presents Kenojuak Ashevak Memorial Award, Toronto, ON, 2023
6. 1 2 3 4 5  (en) Inuit Art Foundation, « Ningiukulu Teevee | IAQ Profiles », sur Inuit Art Foundation (consulté le 5 avril 2025)
7. ↑  (en) IAQ, « Ningiukulu Teevee’s 20-Year Career in 5 Works of Art », sur Inuit Art Foundation (consulté le 5 avril 2025)
8. ↑  (en) « Past GGBooks winners and finalists », sur Governor General's Literary Awards (consulté le 5 avril 2025)

### Sources
- Conseil des arts du Canada. Past Winners and Finalists (2009). Retrieved from https://ggbooks.ca/past-winners-and-finalists

- Inuit Art Quarterly. Ningiukulu Teevee (2017, December 1). Retrieved from: https://www.inuitartfoundation.org/profiles/artist/Ningiukulu-Teevee

- IAQ. 2023. “Ningiukulu Teevee’s 20-Year Career in 5 Works of Art”. (2023, April 16) Retrieved from: https://www.inuitartfoundation.org/iaq-online/ningiukulu-teevee-s-20-year-career-in-5-works-of-art

- Cooley, Alison. 2016. « Listening for Sedna: Contemporary Inuit Art and Climate Change ». Inuit Art Quarterly 29 (1): 20‑27. Retrieved from:  https://www.inuitartfoundation.org/iaq-online/29-1-listening-for-sedna

- Igloliorte, Heather L., Alysa Procida, Ellen J. Lehman, and Inuit Art Foundation. 2023. Inuit Art Foundation Presents Kenojuak Ashevak Memorial Award : 2023 Longlist. Toronto, ON: Inuit Art Foundation.

- Documentaire de Radio Canada International. L'Étoile montante: Ningeokuluk Teevee. (2013, June 13) Retrieved from : https://www.youtube.com/watch?v=pfkB32kMjfM

- Inuit Art Quarterly. How One Drawing Speaks to the Next Generation of Inuit. (2022, February 7) Retrieved from https://www.inuitartfoundation.org/iaq-online/how-one-drawing-speaks-to-the-next-generation-of-inuit

- Dorset Fine Arts. (n.d.). Retrieved from :https://static1.squarespace.com/static/5400c027e4b0cb1fd47c5bc9/t/58d925eb17bffcffb81614fd/1490626027341/TEEVEE%2C+Ningeokuluk+copy.pdf